# ハリー・ジョーンズ (1989年生のラグビー選手)
ハリー・ジョーンズ（Harry Jones、1989年8月26日 - ）は、カナダのラグビー選手。

## プロフィール
- カナダ・バンクーバー出身[1]。
- ポジションはスタンドオフ(SO)。
- 身長 185cm、体重 90kg
- U20カナダ代表に選ばれたことがある[2]。
- カナダ代表キャップは20（2021年7月現在）でワールドカップ2015のカナダ代表に選ばれた[3]。
- 7人制カナダ代表に選ばれたことがある[4]。

## 略歴
2021年、東京五輪の7人制カナダ代表スコッドに選ばれた。